# Tour de Flandes 1964
El Tour de Flandes 1964 va ser la 48a edició del Tour de Flandes. La cursa es disputà el 5 d'abril de 1964, amb inici a Gant i final a Gentbrugge després d'un recorregut de 236 quilòmetres. El vencedor final fou l'alemany Rudi Altig, que s'imposà amb més de quatre minuts d'avantatge respecte als immediats classificats, el belga Benoni Beheyt i el neerlandès Jo de Roo, segon i tercer respectivament.

## Classificació final
|    | Ciclista                     | Equip                       | Temps      |
| -- | ---------------------------- | --------------------------- | ---------- |
| 1  | Rudi Altig (GER)             | Saint-Rapfael-Gitane-Dunlop | 5h 43' 27" |
| 2  | Benoni Beheyt (BEL)          | Wiels-Groene Leeuw          | + 4' 05"   |
| 3  | Jo de Roo (NED)              | Saint-Rapfael-Gitane-Dunlop | m. t.      |
| 4  | Edward Sels (BEL)            | Solo-Superia                | m. t.      |
| 5  | Georges van Coningsloo (BEL) | Peugeot-BP-Englebert        | m. t.      |
| 6  | Arthur Decabooter (BEL)      | Solo-Superia                | m. t.      |
| 7  | Jos Verachtert (BEL)         | Dr. Mann                    | m. t.      |
| 8  | Gustave Desmet (BEL)         | Wiels-Groene Leeuw          | m. t.      |
| 9  | Gilbert Desmet (BEL)         | Wiels-Groene Leeuw          | m. t.      |
| 10 | Rik van Looy (BEL)           | Solo-Superia                | m. t.      |